# Refuge du Col de la Vanoise
Das Refuge du Col de la Vanoise, früher Refuge Félix Faure, ist eine Schutzhütte der Sektion Vanoise-Tarentaise des Club Alpin Français in Frankreich im Département Savoie in der Region Auvergne-Rhône-Alpes im Vanoise-Massiv. Die Hütte ist mit Gas, Heizung, Decken und Kochgeräten ausgestattet.

## Geschichte
Sie wurde 1902 nur wenige Meter vom Col de la Vanoise entfernt erbaut und ist die älteste Schutzhütte im Vanoise-Massiv. Es ist auch das beliebteste. In den 1970er Jahren wurde ein zweites Gebäude hinzugefügt, um der wachsenden Zahl von Besuchern des Anwesens gerecht zu werden. Im Sommer 2013 wurde ein weiteres Gebäude gebaut, das das in den 1970er Jahren errichtete ersetzt. Das historische Gebäude ist für Hausmeister bestimmt. Die Hütte hieß zunächst „Refuge Félix Faure“, zu Ehren Félix Faure des ehemaligen Präsidenten Frankreichs, der 1897 bei militärischen Manövern den Pass überquerte und dann in „Vanoise Refuge“ umbenannte.

## Bergsteigen
Die Hütte ist der Ausgangspunkt für mehrere Etappen, wie zum Beispiel:
die Grande Casse auf dem Normalweg, der kleinen Nordwand oder dem italienischen Korridor
- dem Pointe de la Réchasse
- dem Pointe du Dard
- dem Dôme de Chasseforêt sowie die Überquerung der Kuppeln der Vanoise
- dem Grande Glière
- die Aiguille de la Vanoise
- die Pointes et aiguille de l'Épéna
- dem Mont Pelve
- der Durchgang des Grande Casse

Ferner kann über einen Höhenweg die Schutzhütte Refuge de La Valette erreicht werden. Die Schutzhütte Refuge Entre-Deux-Eaux kann in 2h erreicht werden.

## Einzelnachweise

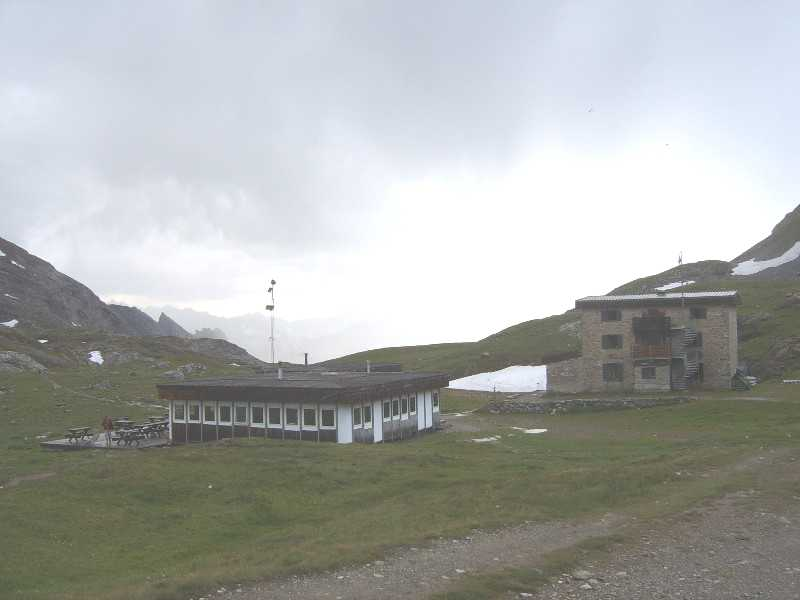
Das Refuge du Col de la Vanoise im Juli 2006. Die Hütte der 1970er Jahre befindet sich auf der linken Seite.
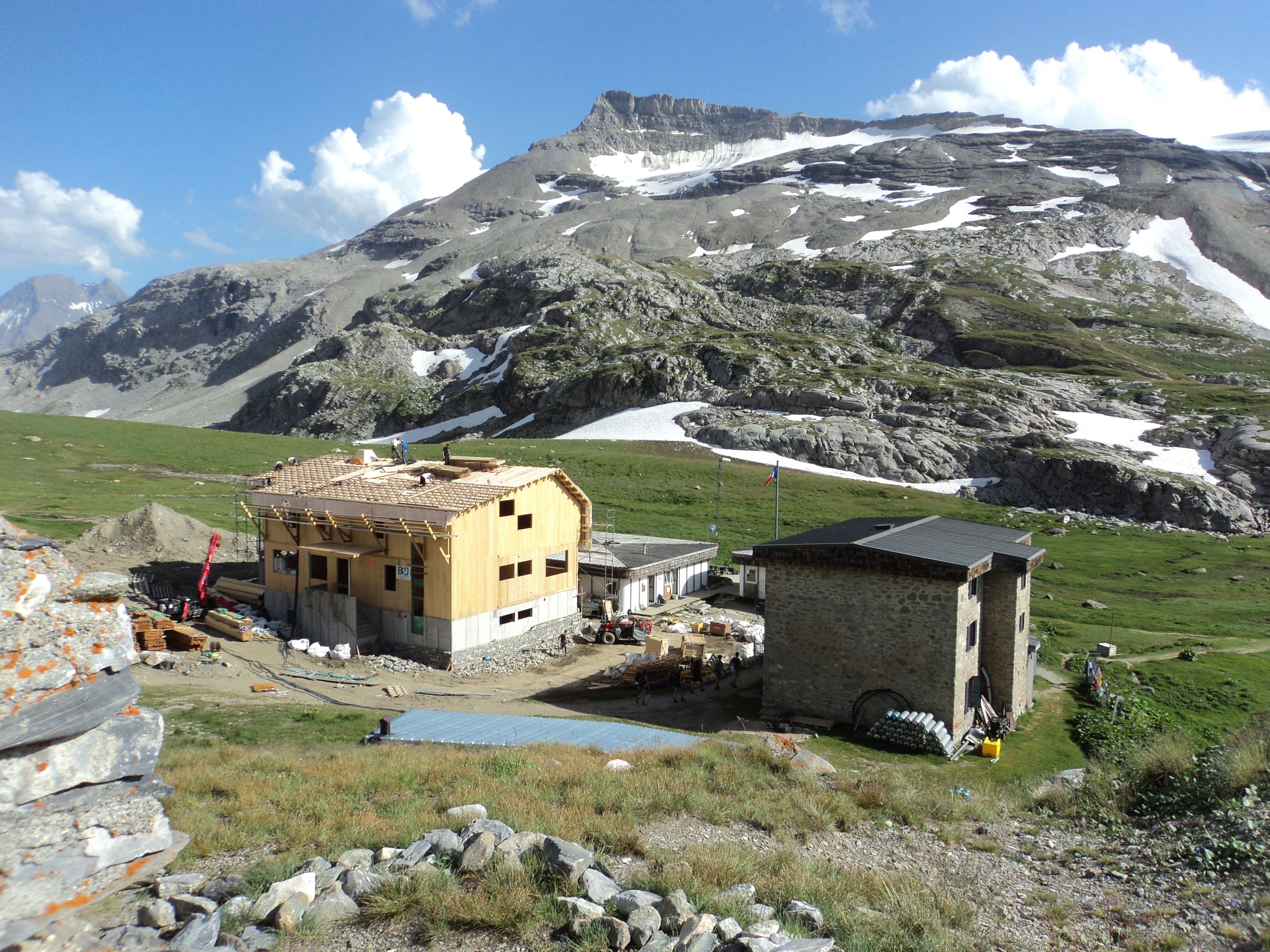
Das Refuge du Col de la Vanoise im August 2013, während des Aufbaus eines dritten Gebäudes im Hintergrund der Pointe de la Rechasse.
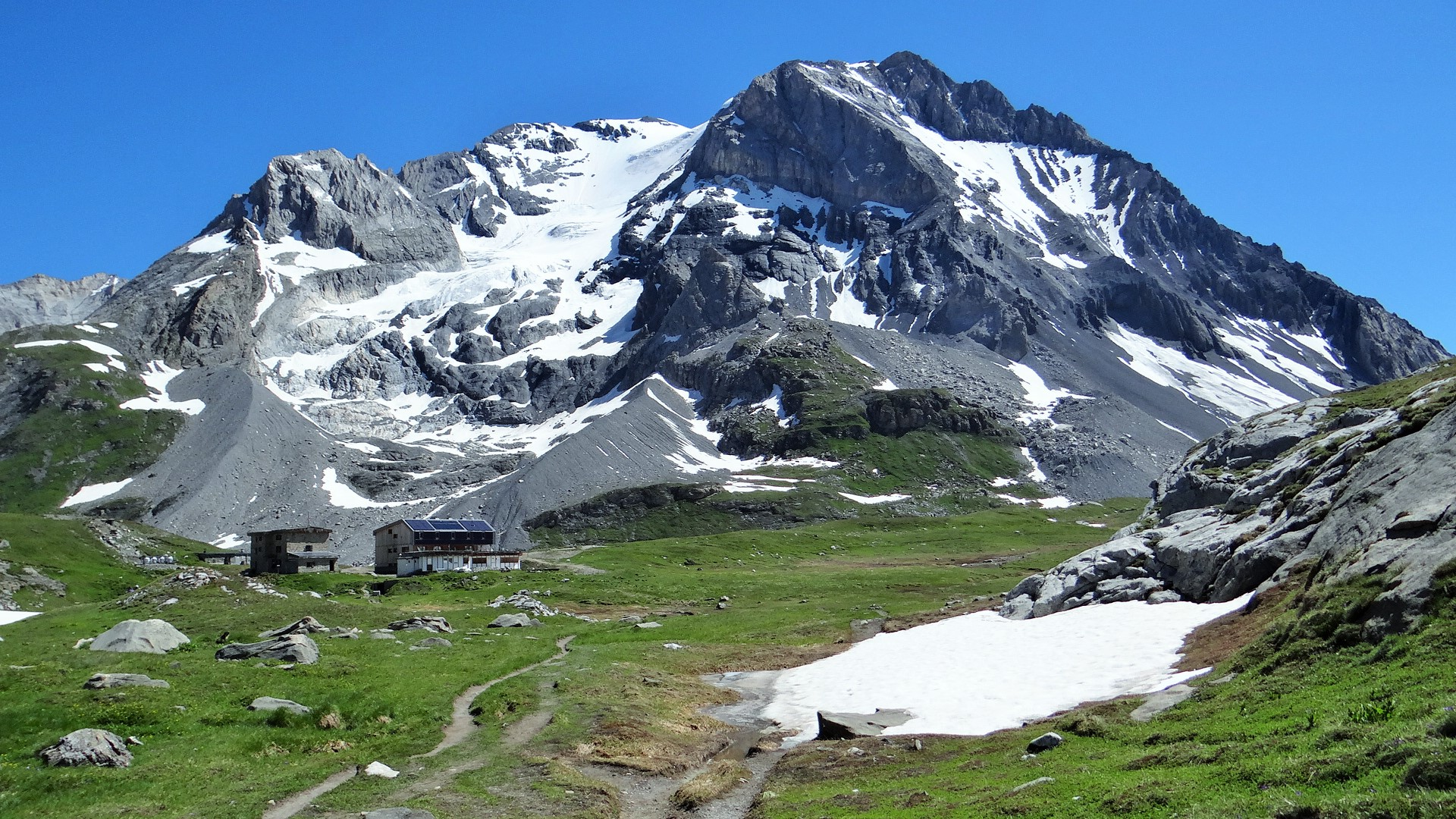
Refuge du Col de la Vanoise im Jahr 2016 und Grande Casse im Hintergrund.
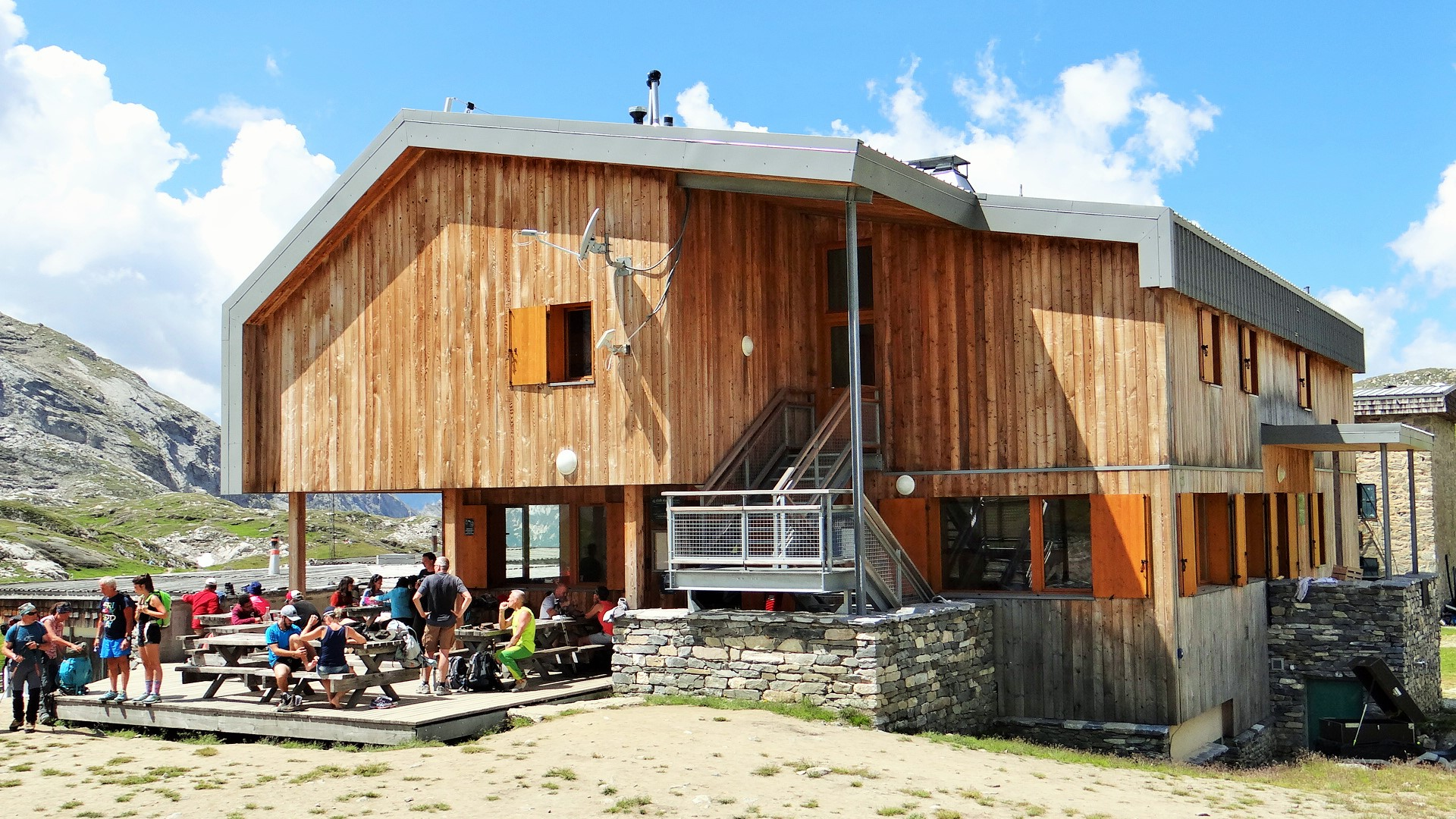
Das Refuge du Col de la Vanoise im Jahr 2017.